# Kroatien im Königreich Jugoslawien
Kroatien im Königreich Jugoslawien meint den Zeitraum von 1918 bis 1941, in dem Kroatien Teil des monarchistischen Zentralstaates Jugoslawien war, der von der serbischen Dynastie Karađorđević regiert wurde.

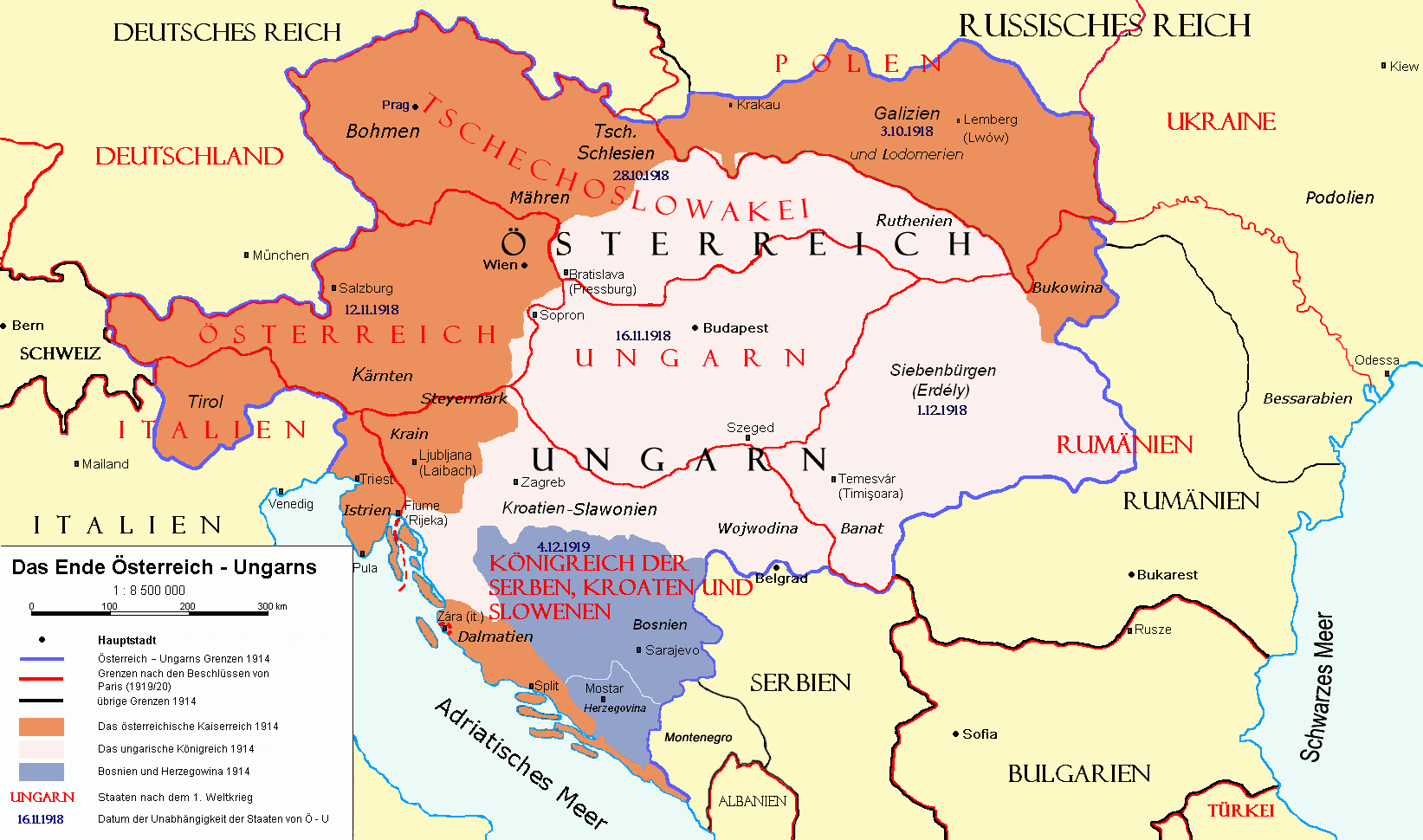
Die territoriale Aufteilung Österreich-Ungarns nach dem Ersten Weltkrieg im Vertrag von Trianon

## Geschichte
Bis zum Ende des Ersten Weltkriegs (1914–1918) waren die nicht vereinigten kroatischen Länder Teil Österreich-Ungarns. Nach dem Tod Franz Josephs I. im November 1916 stellten südslawische Politiker zunehmend Forderungen nach einem autonomen kroatischen Nationalstaat. Die Eskalation des Krieges, der Ausbruch der Russischen Revolution und die Auflösung der Habsburgermonarchie trugen zur Radikalisierung der inneren Situation und zur Bildung einer nationalen Sammelbewegung bei, deren Ziel ein unabhängiger südslawischer Staat war.
Aus Österreich-Ungarn emigrierte südslawische Politiker gründeten das Jugoslawische Komitee und vereinbarten bereits 1917 gemeinsam mit der Exilregierung des Königreiches Serbien in der Erklärung von Korfu die Errichtung eines gemeinsamen Staates der Serben, Kroaten und Slowenen.
Nach der Niederlage der Mittelmächte, dem Zusammenbruch der Fronten und dem Vormarsch serbischer Truppen nach Belgrad und weiter, wurde der Nationalrat der Slowenen, Kroaten und Serben im Oktober 1918 gebildet. Er bestand aus Delegierten kroatischer, slowenischer und serbischer Parteien, die einen unabhängigen südslawischen Staat forderten. Am 29. Oktober 1918 brach der kroatische Sabor in Zagreb die Beziehungen zu Österreich-Ungarn ab und verkündete die Vereinigung und Unabhängigkeit der kroatischen Länder Kroatien, Slawonien, Dalmatien und Rijeka. Ebenso beschloss der Sabor, dass dieser neu gebildete kroatische Staat unverzüglich in einem neuen unabhängigen Staat der Slowenen, Kroaten und Serben aufgehen soll und übertrug seine Machtbefugnisse auf den Nationalrat. Dieser bildete zunächst den Staat der Slowenen, Kroaten und Serben. Der Nationalrat konnte jedoch seine Autorität nicht durchsetzen, vielmehr herrschte auf großen Teilen seines theoretischen Territoriums praktisch Anarchie. Im Vorgriff auf die von den Alliierten zugesagte Annexion großer Teile Dalmatiens (Londoner Vertrag 1915), begannen italienische Truppen mit der Besetzung von Gebieten längs der Ostküste der Adria. Angesichts dessen beschloss der Nationalrat Ende November 1918 die sofortige Vereinigung mit dem Königreich Serbien.

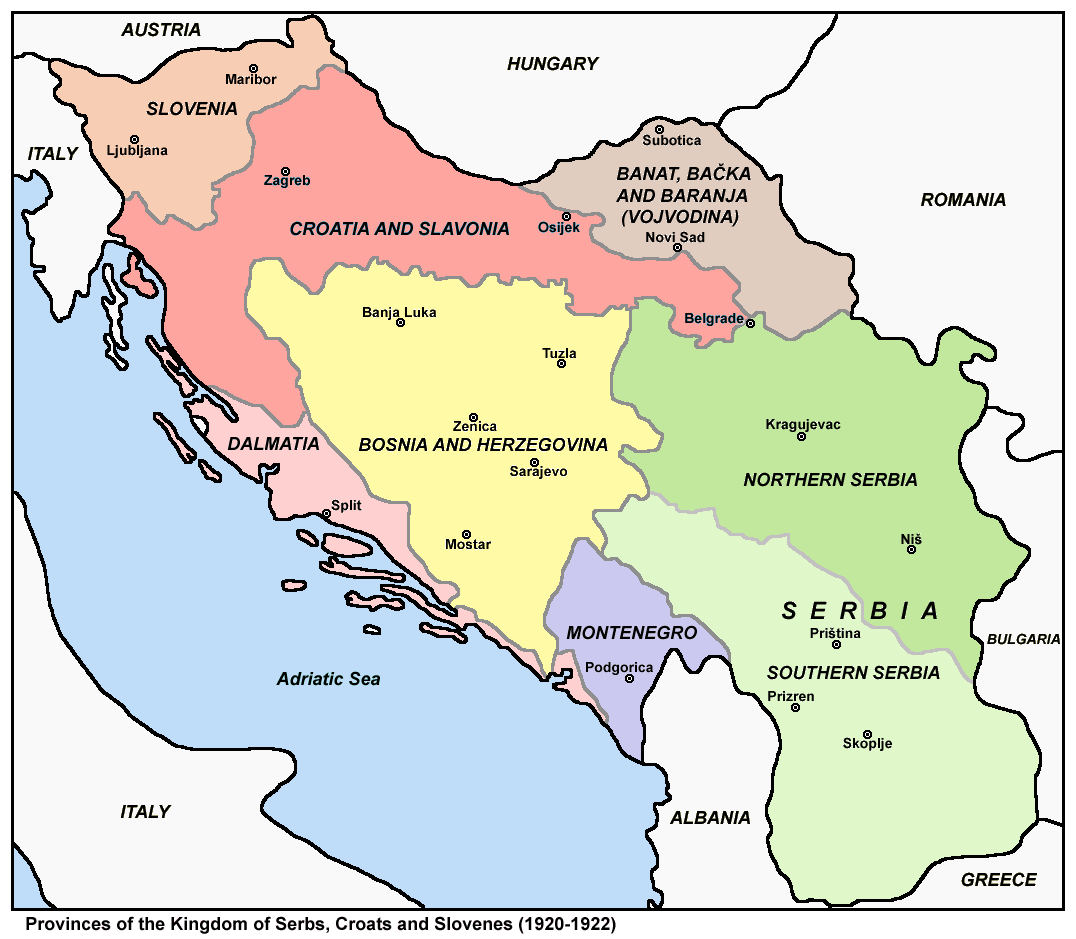
Die kroatischen Länder als Provinzen Jugoslawiens bis 1922

Aleksandar I. Karađorđević, Thronfolger und Prinzregent von Serbien, proklamierte daraufhin am 1. Dezember 1918 das Königreich der Serben, Kroaten und Slowenen (Kraljevina Srba, Hrvata i Slovenaca, abgekürzt auch SHS-Staat).
In den Friedensverhandlungen gelang es dem ersten Außenminister des neuen Staates Ante Trumbić, einen Anschluss Dalmatiens an Italien zu verhindern. Lediglich die Stadt Zadar und das ehemalige österreichische Küstenland (das auch Istrien umfasste) wurden Teil Italiens. Rijeka wurde zunächst zur Freistadt erklärt, dann jedoch von irregulären italienischen Truppen besetzt. Der Streit um die Zugehörigkeit der Stadt wurde erst 1924 durch einen Vertrag beigelegt, der Rijeka bei Italien beließ, die unmittelbar östlich angrenzende Stadt Sušak hingegen dem SHS-Königreich zusprach.
Bei den Wahlen zur verfassunggebenden Versammlung des Königreiches der Serben, Kroaten und Slowenen, gewann in Kroatien-Slawonien die 1904 gegründete Kroatische Bauernpartei unter Stjepan Radić die absolute Mehrheit der Stimmen. Es war die erste kroatische Wahl mit allgemeinem Wahlrecht für Männer. In Dalmatien hingegen behielten zunächst bürgerliche Gruppierungen aus dem Umfeld des vormaligen Südslawischen Komitees die Mehrheit.

## Währungsunion
Die erste große Enttäuschung der Kroaten und Slowenen im neuentstandenen Staat war die Währungsumstellung.
Im neuen Staat musste die Krone (bisherige Währung aus der Donaumonarchie) in den jugoslawischen (vormals serbischen) Dinar umgetauscht werden.
Obwohl die Kaufkraft beider Währungen gegen Ende des Krieges nahezu gleich war, erfolgte der Umtausch im Verhältnis vier Kronen für einen jugoslawischen Dinar. Aufgrund der folgenden Inflation wurden die Besitzer der Kronen nochmals zusätzlich wirtschaftlich geschädigt.
Viele Kroaten lehnten die Gründung des Königreichs der Serben, Kroaten und Slowenen in der vorliegenden Form ab. Die Kroatische Bauernpartei beispielsweise verlangte unter Berufung auf das vom amerikanischen Präsidenten Woodrow Wilson proklamierte Selbstbestimmungsrecht der Völker die Anerkennung eines separaten Selbstbestimmungsrechtes für Kroatien und ebenso für die anderen südslawischen Völker. Zudem lehnte sie die monarchische Staatsform ab und verlangte für Kroatien die Gründung einer Republik.
Im Prozedere der verfassungsgebenden Versammlung wurde ein Vetorecht der einzelnen Völker nicht anerkannt und die monarchische Staatsform durfte nicht infrage gestellt werden. Aus diesem Grund boykottierten die Abgeordneten der Kroatischen Bauernpartei die Versammlung und erarbeiteten stattdessen eine Verfassung für eine Bauernrepublik Kroatien, die Teil einer zukünftigen Konföderation südslawischer Bauernrepubliken werden sollte. Diese blieb jedoch aufgrund der realen Machtverhältnisse bedeutungslos.
1921 verabschiedete die verfassungsgebende Versammlung mit knapper Mehrheit eine Verfassung, die eine zentralistische Staatsorganisation und die Auflösung der historischen Gebiete (Slowenien, Kroatien, Slawonien, Bosnien, Montenegro, Serbien, Vojvodina) vorsah. Neben der Kroatischen Bauernpartei war auch die Kommunistische Partei Jugoslawiens nicht vertreten, da sie kurz nach den Wahlen als „staatsfeindlich“ klassifiziert und verboten worden war. Die neue Verfassung sicherte den Serben de facto die Vorherrschaft.
Die Kroatische Bauernpartei verzeichnete in der Folge weiteren Zulauf und wurde auch in Dalmatien und unter den Kroaten Bosnien-Herzegowinas zur stärksten Partei. Angesichts des Misserfolges der Boykottpolitik gab sie den Boykott des Zentralparlamentes und die Ablehnung der Monarchie auf und beteiligte sich zeitweise auch an der Zentralregierung. Zu einer dauerhaften Übereinkunft der unterschiedlichen politischen Kräfte über die künftige Staatsordnung des südslawischen Königreiches kam es jedoch nicht.
Am 20. Juni 1928 erschoss ein montenegrinischer Abgeordneter in der laufenden Parlamentssitzung vier Abgeordnete der kroatischen Bauernpartei, darunter deren Führer Stjepan Radić.
Drei Jahre später ermordete der jugoslawische Geheimdienst einen weiteren kroatischen Politiker: Milan Šufflay.
Das in der Zwischenkriegszeit entwickelnde tiefe Zerwürfnis zwischen serbischer Majorität (32 Prozent der Einwohner waren Serben) und Kroaten ist nicht zuletzt auch auf den Umstand zurückzuführen, dass die wichtigsten Ministerien (ohne Handel und Industrie) in serbischer Hand waren. Über 92 Prozent der 673 Amtsmonate entfielen zwischen 1919 und 1928 auf serbische Minister. Nach der Einführung der Königsdiktatur 1929 und der Schaffung einer neuen territorialen Verwaltungsstruktur, welche die historisch gewachsenen Regionen in neun, davon sechs von Serben dominierte Banschaften (kroat. banovina) zergliederte, wuchs dieser Anteil bis 1938 auf knapp 93,5 Prozent. In der monarchisch-jugoslawischen Armee war die Dominanz der traditionell frankophil ausgerichteten serbischen Offiziere erdrückend.